# Palhonselkä
Palhonselkä är en sjö i Finland. Den är en del av sjön Pyhäjärvi och ligger i Birkala i landskapet Birkaland, i den södra delen av landet, 150 km nordväst om huvudstaden Helsingfors. Palhonselkä ligger 69 meter över havet.